# Jaroslav Procházka (1887)
Jaroslav Procházka (2. prosince 1887 Hulín – 24. října 1942 Koncentrační tábor Mauthausen) byl účastník protinacistického odboje a podporovatel parašutistů, např. Alfréda Bartoše z operace Silver A.

## Život
Jaroslav Procházka se narodil 2. prosince 1887 v Hulíně do rodiny Františka Procházky a Františky Procházkové, rozené Zelíkové. S manželkou Eliškou Procházkovou, rozenou Strommerovou (* 11. listopadu 1894 Petrovaradin) měl dceru Elišku a bydlel v Praze Vršovicích, Kodaňská 559/23. Za protektorátu byl Jaroslav Procházka kapitánem československé armády ve výslužbě, manželka pracovala v domácnosti.
Jaroslav Procházka byl členem vršovického Sokola a spolu s manželkou patřil k sokolské rezistenci. Manželka Eliška navíc působila ve Sboru dobrovolných sester Československého červeného kříže, jenž byl v protektorátu v srpnu 1940 zakázán a zrušen. Eliška Procházková, stejně jako řada jeho členů a zaměstnanců, pak spolupracovala s odbojem. Manželé Procházkovi podporovali vlastence žijící v ilegalitě a spolupracovali s hlavními podporovateli parašutistů v Praze, např. s Marií Moravcovou a Janem Zelenkou-Hajským ale i s dalšími příslušníky sokolské organizace Jindra, např. s Ladislavem Vaňkem.
Dne 26. dubna 1942 se v bytě Jaroslava a Elišky Procházkových v Kodaňské ulici sešel Ladislav Vaněk s velitelem výsadku Silver A Alfrédem Bartošem. Vaněk zde předal Bartošovi text depeše do Londýna, ve které Vaněk žádal neprovádět atentát na Reinharda Heydricha. Kontakt na Ladislava Vaňka zprostředkovali Bartošovi členové výsadku Anthropoid Jozef Gabčík a Jan Kubiš a schůzku zajišťoval Josef Valčík ze Silver A.

## Zatčení, smrt
Jaroslav Procházka s manželkou byli gestapem zatčeni 6. srpna 1942 ve svém bytě. Dne 29. září 1942 byli stanným soudem v Praze v nepřítomnosti odsouzeni k trestu smrti. Z policejní věznice Pankrác byli 13. října deportováni do Malé pevnosti Terezín a odtud 22. října transportováni do koncentračního tábora Mauthausen, kde byli 24. října 1942 popraveni zastřelením (Eliška Procházková v 10.38 hod., Jaroslav Procházka ve 14.52 hod.). Osud jejich dcery Elišky je neznámý.

## Připomínky
- Jeho jméno (Procházka Jaroslav kpt. *2. 12. 1887) a jméno manželky (Procházková Eliška roz. Strommerová *11. 11. 1894) jsou uvedena na pomníku při pravoslavném chrámu svatého Cyrila a Metoděje (adresa: Praha 2, Resslova 9a). Pomník byl odhalen 26. ledna 2011 a je součástí Národního památníku obětí heydrichiády.[11]
- Jména Jaroslava Procházky a jeho manželky jsou uvedena na pamětní desce obětem 1. a 2. světové války u zadního vstupu sokolovny Sokola Vršovice, Vršovické náměstí 111/2, Praha 10.[12]

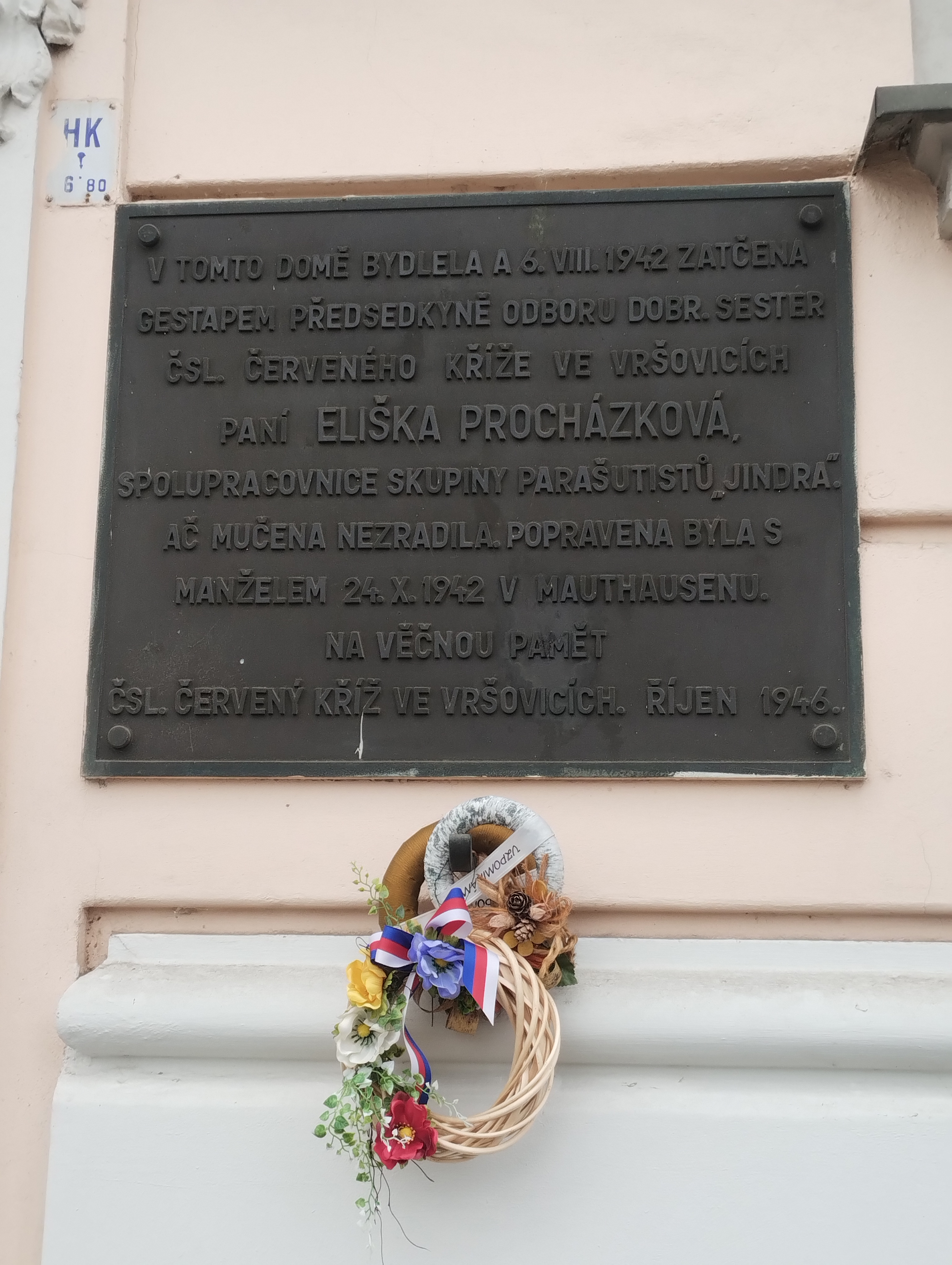
Na domě, kde Procházkovi žili (Praha 10 - Vršovice, Kodaňská 559/23), je umístěna pamětní deska se jménem Elišky Procházkové.[7] Na desce je nápis: "V TOMTO DOMĚ BYDLELA A 6. VIII. 1942 ZATČENA GESTAPEM PŘEDSEDKYNĚ OBDORU DOBR. SESTER ČSL. ČERVENÉHO KŘÍŽE VE VRŠOVICÍCH / PANÍ ELIŠKA PROCHÁZKOVÁ / SPOLUPRACOVNICE SKUPINY PARAŠUTISTŮ "JINDRA" / AČ MUČENA NEZRADILA, POPRAVENA BYLA S MANŽELEM 24. X. 1942 V MAUTHAUSENU. NA VĚČNOU PAMĚŤ ČSL. ČERVENÝ KŘÍŽ VE VRŠOVICÍCH. ŘÍJEN 1946."[13]  - Pamětní deska Elišky Procházkové v Kodaňské ulici v Praze 10 - Vršovicích
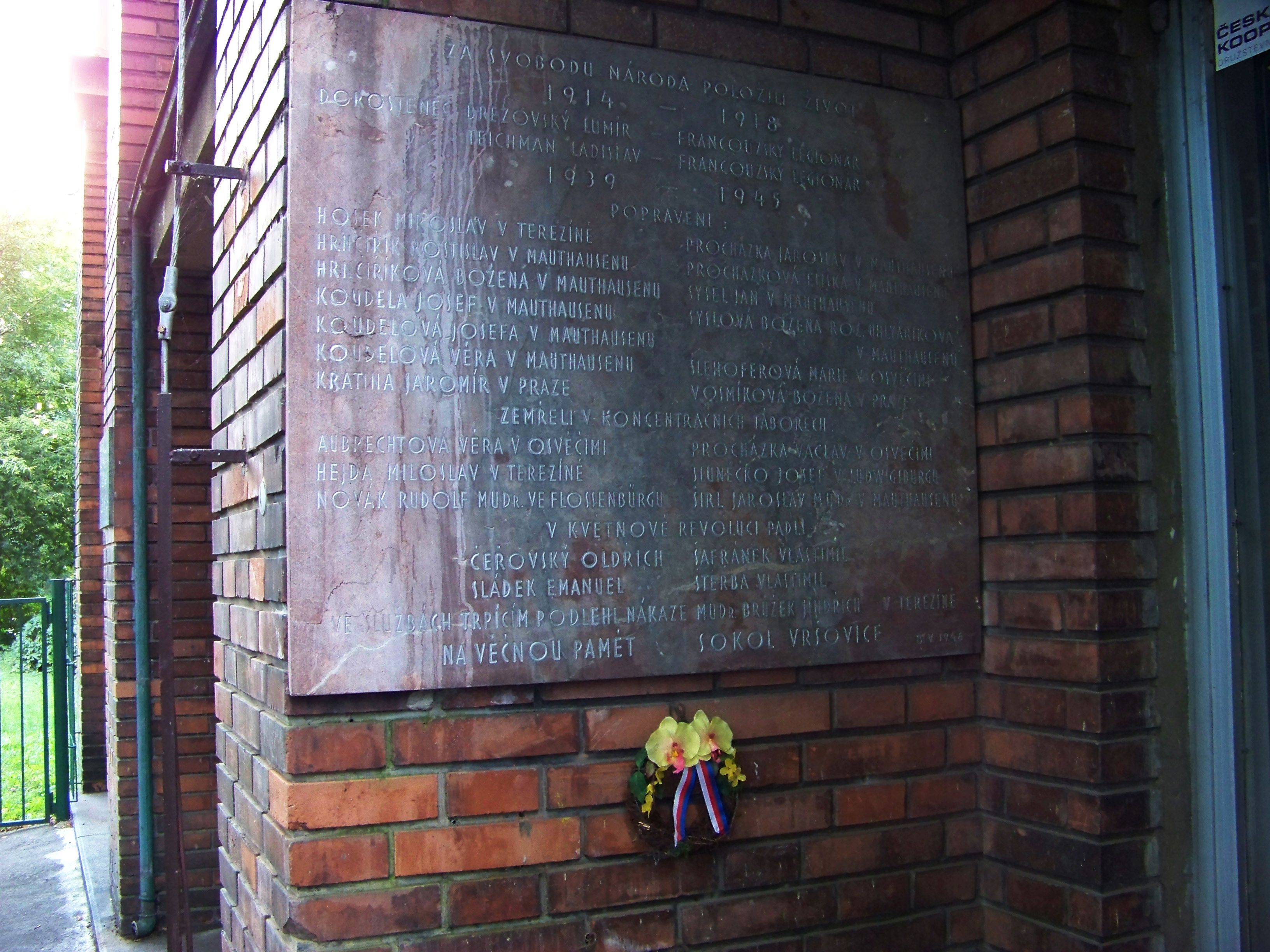
Pamětní deska obětem 1. a 2. světové války u zadního vstupu sokolovny Sokola Vršovice
  - Pamětní deska obětem 1. a 2. světové války u zadního vstupu sokolovny Sokola Vršovice